# My Family (The Original Motion Picture Soundtrack)
| Recensione | Giudizio |
| ---------- | -------- |
| AllMusic   | [ 1 ]    |

My Family (The Original Motion Picture Soundtrack) è una compilation di artisti vari, pubblicata nel 1995. L'album contiene la colonna sonora del film diretto da Gregory Nava Mi familia.

## Descrizione
L'album contiene brani musicali tratti della colonna sonora  del film diretto da Gregory Nava Mi familia e comprende, oltre alle musiche originali composte da Mark McKenzie, uno spaccato di musica latina di vari generi, che vanno dal mambo di Pérez Prado al blue de Los Lobos, mischiandosi con il pop di Maná e Juan Luis Guerra. Tra gli altri nomi, vi figurano anche Jeanette Jurado, cantante delle Exposé, che qui canta una cover del brano Angel Baby di Rosie and the Originals; All-4-One; Pedro Infante e altri.
L'album, pubblicato anche con il titolo My Family (Music From The Motion Picture Soundtrack), in alcuni paesi, è stato distribuito dalla EastWest Records America negli Stati Uniti, Canada, Europa e Indonesia, in formato CD e musicassetta.

## Critica
Stephen Thomas Erlewine di AllMusic, che nella sua recensione assegna all'album tre stelle su cinque, sostiene che l'assieme delle tracce è poco coeso e un po' schizofrenico, rappresentando una raccolta di generi incoerenti che difficilmente potrebbe apprezzare chi non ha visto il film.

## Tracce
1. Pepe Avila & Mark Mc Kenzie – Main Title Theme from My Family – 3:38
2. Los Folkloristas – Rosa de Castilla – 2:24
3. Jeanette Jurado – Angel Baby – 3:38
4. Pérez Prado – Que rico el Mambo – 3:08
5. All-4-One – One Summer Night – 3:55
6. Maná – Celoso – 2:53
7. Los Lobos – Down On The Riverbed – 4:06
8. Pedro Infante – Tú, solo tú – 3:17
9. James & Bobby Purify – I'm Your Puppet – 3:02
10. Juan Luis Guerra – Guavaberry – 4:20
11. Los Folkloristas – Konex, Konex – 3:37
12. Juan Luis Guerra – Señorita – 4:10
13. Banda Machos – Zappa Mambo – 2:36
14. Mark Mc Kenzie/Gerado Tamez – Flor De Canela – 2:25

Durata totale: 47:09

## Edizioni
- 1995 - AA.VV. My Family (The Original Motion Picture Soundtrack) (EastWest Records America, 61748-2, CD, Stati Uniti d'America)
- 1995 - AA.VV. My Family (The Original Motion Picture Soundtrack) (EastWest Records America, 61748-4, MC, Stati Uniti d'America)
- 1995 - AA.VV. My Family (Music From The Motion Picture Soundtrack) (EastWest Records America, 7559-61748-2, CD, Europa)
- 1995 - AA.VV. My Family (Music From The Motion Picture Soundtrack) (EastWest Records America, 61748-4, MC, Indonesia)
- 1995 - AA.VV. My Family (Music From The Motion Picture Soundtrack) (EastWest Records America, CD 61748, CD, Canada)
- 1995 - AA.VV. My Family (The Original Motion Picture Soundtrack) (EastWest Records America, 96 17484, MC, Canada)